# Небесне озеро
Не плутати з озером Тяньчі в Сіньцзян-Уйгурському автономному районі Китаю.

Небесне озеро (кор. 천지 Тяньчі/Чхонджи, кит.: 天池) — озеро розташоване в кратері вулкана Байтоушань, що є складовою хребта Чанбайшань.  Має форму еліпса. Досить велике озеро з довжиною берегу близько 13 кілометрів. Зі сходу на захід простягається на 3,5 км. Переважні глибини озера 200—300 метрів. Температура води влітку 8—12 °C. Лід вкриває воду наприкінці жовтня, а сходить в середині червня. Озеро стічне і його витік утворює водоспад висотою 60 метрів, який, як вважається, дає початок трьом річкам — Туминьцзян, Сунгарі, Ялуцзян. Хоч озеро оточене горами, але вони розташовані так, що не відбиваються в його водах. Хоча озеро живиться двома гарячими джерелами, воно є одним із найхолодніших озер у світі через свою висоту.

## Опис
Небесне озеро занесено до Книги рекордів Гіннесса як найвище в світі кратерне озеро — висота поверхні води становить 2189 м..
Озеро має площу 9,82 км², із середини жовтня по середину червня водна поверхня покрита льодом. Вода дуже прозора. В озері водиться кілька видів риб, серед них річна мальма.
Кратер утворився в результаті сильного виверження 946 року (± 20 років).
Береги озера вельми урвисті, у багатьох місцях майже прямовисні. Живлення дощове, стік води відбувається через річку Ердаобайхе, яка є одним з приток Сунгарі. По витоку з озера на північ річка утворює в стінці кратера глибоку ущелину з уривистими уступами, де утворюються водоспади. Найбільший з них знаходиться у зовнішнього краю кратера і має висоту близько 50 м. Трохи на захід від витоку річки Ердаобайхе по внутрішньому схилу кратера до озера спускається невеликий льодовик.

## Цікаві факти
- Відповідно до північнокорейської легенди, до гірського озера з небес спустився Хванун[en], батько засновника першого корейського держави Кочосон. Крім того, офіційна біографія Кім Чен Іра стверджує, що він також народився біля Небесного озера.
- Серед місцевого населення побутує легенда про те що в озері живе чудовисько[en], яке нібито навіть вдалося зняти на відео.
- Інші відомі озера, що називаються Тяньчи, розташовані на острові Тайвань і у Сіньцзян-Уйгурському автономному районі.